# Adventures in Modern Recording
Adventures in Modern Recording är ett musikalbum som utkom 1981 och är den brittiska musikgruppen The Buggles andra musikalbum.

## Låtlista
1. Adventures in Modern Recording
2. Beatnik
3. Vermillion Sands
4. I Am a Camera
5. On TV
6. Inner City
7. Lenny
8. Rainbow Warrior
9. Adventures in Modern Recording (reprise)
10. Fade Away
11. Blue Nylon
12. I Am a Camera (12-inch mix)

(spår 10-12 är bonusar på en återlansering 1997)